# Santa Rosa, Cuajimalpa de Morelos
Santa Rosa är en ort i Mexiko.   Den ligger i kommunen Cuajimalpa de Morelos och delstaten Distrito Federal, i den sydöstra delen av landet, 21 km sydväst om huvudstaden Mexico City. Santa Rosa ligger 2 858 meter över havet och antalet invånare är 518.
Terrängen runt Santa Rosa är bergig. Runt Santa Rosa är det mycket tätbefolkat, med 4 039 invånare per kvadratkilometer. Närmaste större samhälle är Naucalpan de Juárez, 18,2 km norr om Santa Rosa. I omgivningarna runt Santa Rosa växer i huvudsak blandskog.